# 一色次郎
一色 次郎（いっしき じろう、本名：大屋典一(すけかつ)、1916年5月1日 - 1988年5月25日）は、日本の小説家。

## 来歴・人物
鹿児島県沖永良部島出身。幼少期に父が無実の罪で獄死、加古川市に出稼ぎ移住の経験もある。1936年に鹿児島朝日新聞（現・南日本新聞）で「隠密薩摩相」の連載小説を執筆。同年上京する。佐佐木茂索に師事、はじめは本名で執筆活動を行った。1945年西日本新聞東京支社に入社。1949年「冬の旅」で直木賞候補、1955年に児童読物で一色次郎の筆名を用いる。1961年「孤雁」で再度直木賞候補。
1967年に『青幻記』で太宰治賞を受賞し、同作品は1973年に映画化された。その後は一色次郎を筆名として定着させ、主に戦争をテーマとした小説を書き、1973年『東京大空襲・戦災誌』で菊池寛賞を受賞。1975年『サンゴしょうにとびだせ』でサンケイ児童出版文化賞を受賞。
その他の作品には、1984年に読売テレビによってテレビドラマ化された『魔性』などがある。死刑廃止運動もおこなった。水上勉は古くからの文学仲間だった。

## 著書
- 『創作集』大屋典一 私家版、1935
- 『大屋典一作品集』私家版 1936
- 『隠密薩摩相』大屋典一 淡海堂出版 1942
- 『黒潮闘争伝』大屋典一 淡海堂出版 1942
- 『宮本武蔵』大屋典一 あかね書房(少年文庫)1951
- 『世界の探検家』大屋典一 あかね書房(世界伝記文庫) 1952
- 『戦国快男児 日輪太郎』一色名義　ポプラ社 1955
- 『冬の旅』大屋典一 河出新書 1956
- 『西郷隆盛』一色名義　偕成社 (児童伝記全集) 1958
- 『孤雁』大屋典一 河出書房新社 1961  「孤雁一刀流」春陽文庫
- 『東京空襲』大屋典一 河出書房新社 1962
- 『太陽と鎖』大屋典一 河出書房新社 1964
- 『青幻記』筑摩書房 1967 「青幻記・海の聖童女」角川文庫
- 『海の聖童女』筑摩書房 1967
- 『東京空襲』河出書房新社 1967、復刻新版 2011
- 『古里日記 わが人生の遍歴』大和書房 1968
- 『運河通り』三一書房 1969
- 『秋扇愁魚』文化服装学院出版局 1969
- 『朔風の鐘』三一書房 1970
- 『日本空襲記』文和書房 1972
- 『枯葉の光る場所』文和書房 1972
- 『左手の日記』青娥書房 1973 のち旺文社文庫
- 『愛の風土と人生』日本文芸社 1973
- 『勝海舟』あかね書房(嵐の中の日本人シリーズ)  1974
- 『影絵集団』文和書房 1974
- 『サンゴしょうに飛び出せ』金の星社 1975
- 『西郷隆盛』あかね書房 (嵐の中の日本人シリーズ)　1975、あかね文庫 1989
- 『丘の鶯』番町書房 1975
- 『小魚の心』家の光協会 1977
- 『石をして語らしむ』文化出版局 1977
- 『魔性』三一書房 1979
- 『ヨロン島のネネコ』あかね書房 1979
- 『真夜中の虹』三一書房 1981
- 『ナンリ少年のピンチ』文化出版局 (日本の童話) 1982
- 『父よ、あなたは無実だった』朝日新聞社 1982
- 『実録 西郷隆盛』春陽文庫 1987、光文社文庫 2017

- 水上勉・鈴木秀男と共著『越前一乗谷石仏』 鹿島出版会 1975

## 参考資料
- デジタル版日本人名大辞典: